# Алексий Филантропин
Алексий Дука Филантропин (на средногръцки: Ἀλέξιος Δούκας Φιλανθρωπηνός) е византийски аристократ и бележит генерал от края на XIII век и първата половина на XIV век. Роднина на управляващата династия на Палеолозите, през 1293 г. той е назначен за главнокомандващ на войските в Мала Азия и за кратко време възстановява византийските позиции там, постигайки някои от последните византийски успехи срещу турските бейлици. През 1295 г. повежда въстание срещу император Андроник II Палеолог, но е предаден, заловен и ослепен. Нищо не се знае за него до 1323 г., когато е помилван от Андроник II и е изпратен отново срещу турците, облекчавайки обсадата на Филаделфия, както се твърди, само с появат си. След това е назначен за кратко за управител на остров Лесбос през 1328 г. и отново през 1336 г., когато освобождава столицата на острова от латинската окупация. След това управлява острова вероятно до смъртта си през 40-те години на XIV век.

## Биография

### Ранен живот и семейство
Алексий е роден ок. 1270 г. и е втори син на протовестиария и велик доместик Михаил Тарханиот. Майка му Мария е част от аристократичния род Филантропини, който се издига през втората половина на XIII век. Тя е дъщеря на протостратора и велик дука Алексий Дука Филантропин, на когото е кръстен Алексий. От страна на баща си Алексий е тясно свързан с императорското семейство на Палеолозите чрез баба си Марта Палеологина, която е сестра на император Михаил VIII Палеолог. Алексий се жени за Теодора Акрополитиса, дъщеря на Константин Акрополит и внучка на историка Георги Акрополит. Имат едно дете – Михаил Филантропин, който също става пълководец.

### Първо командване в Азия и въстание
Император Андроник II Палеолог, който бил чичо на Алексий, проявявал активен интерес към защитата на анадолските владения на Византийската империя срещу нахлуващите туркски емирства в началото на 90-те години на XIII век: надявайки се да възстанови акритите, той настанява бежанци от владения от венецианците Крит във военни колонии по границата и назначава Алексий за дука на тема Тракезион, като го удостоява и с високата дворцова титла пинкерний.
Алексий е начело на всички византийски владения в Азия, с изключение на Йонийското крайбрежие, но основната му зона на отговорност е вътрешността на старата тема Тракезион, която включва югоизточните части на Византийска Анатолия. Някой си Либадарий го замествал в северните провинции (Неокастра). През следващите две години Алексий постига няколко победи: побеждава турците от Мизия при Ахираус и ги принуждава да признаят византийската власт, след което се придивижва още по на юг. Базиран в Нимфеон, той претърсва долината на река Меандър, успявайки да спре турските набези и да напредне в територрите на емирството Ментеше, превземайки крепостта Меланудион, град Хиерон и освобождавайки град Милет от плащането на данък на турците. Много турци, бягащи под монголския натиск, се присъединяват към армията му и толкова много пленници били събрани по време на кампаниите му, че монахът и учен Максим Плануд, приятел на Алексий, пише, че „купуването на овца е по-скъпо от купуването на мюсюлмански затворник“..</ref> Успехите му го направиили популярен сред местните жители, които според съобщенията започнали да му предлагат да се провъзгласи за император. Филантропин отначало отказвал да ги послуша и дори помолил Андроник II да го премести далеч от Анатолия, но напразно. През средата на 1294 г. на Филантропин е наредено да прехвърли региона на Лидия под контрола на Либадарий. През лятото на 1295 г., докато Филантропин се намирал в Тралей, турски генерал на име Карман използва възможността да започне атака срещу Приене, но е отбит с тежки загуби, a войските на Филантропин възвърнали Хиерон.
В този момент, през есента на 1295 г., Алексий въстава срещу Андроник II. Точните обстоятелства и причини за този ход остават неясни, но бунтът е подхранван от недоволството на азиатските провинции от високите данъци и това, което мнозина възприемат като пренебрегване на защитата на Азия от страна на Палеолозите. Неговият бунт със сигурност имал подкрепата на населението: както Георги Пахимер разказва, „в манастирите [..] вече не се отбелязваше името на императора, а само това на Филантропин“.. В Ефес Алексий залавя Теодор Палеолог, брата на императора, но не успява да спечели подкрепата на всички провинциални управители, най-вече Либадарий, тъст на Теодор, който останал верен на Андроник. Започнали преговори, като Андроник II предлага на Алексий титлата кесар, за да го упои във фалшиво чувство за сигурност, докато той самият се подготви да се отърве от него. Около Коледа Либадарий убедил някои критски войници да заловят Алексий и да го ослепят, което било обичайнотонаказание за бунтовниците.

### Реабилитация и спасяване на Филаделфия
Алексий е заменен като командващ от Йоан Тарханиот, първи братовчед на Андроник II, и изчезва от сцената за следеащите 30 години. Неговите наследници се оказали много неспособни и до 1323 г. византийските владения в Азия били значително намалени. В този момент патриарх Исая посъветвал Андроник да призове отново престарелия генерал. Отчаяният император се съгласи и помилвал Алексий през 1324 г., след което му възложил задачата да освободи изолирания ексклав Филаделфия, който дълго време бил под обсада и всеки момент се очаквало да падне.. Не му била дадена армия, но според византийските хронисти самата новина за приближаването на Алексий и уважението, с което турците гледали на него, били достатъчни, за да бъде вдигната обсадата. След това Алексий е назначен за управител на града – позиция, която запазва до 1327 г.

### Управител на Лесбос
Филантропин остава във Филаделфия до 1326 г., а по-вероятно и до 1327 г., но изглежда, че след това е назначен за управител на стратегически важния византийски остров Лесбос, тъй като е освободен от същия пост през 1328 г. от император Андроник III Палеолог.
През 1335 г. Лесбос е превзет от латинска армия под командването на генуезкия владетел на Фокея Доменико Катанео, а Андроник III набира флот от 83 кораба, който дебаркира на Лесбос през юни 1336 г. Флотът превозил армия, водена от Алексий Филантропин, която бързо освободила целия остров с изключение на столицата му Митилена. Филантропин се справил със силния гарнизон от 500 латински наемници, като ги убедил да преминат на негова страна. Обсадата продължава до ноември, когато Доменико капитулирал, връщайки Лесбос и Фокея на империята. През следващата година Филантропин успява да осуети турска атака над Лесбос, като подкупва турците. Щедро възхваляван от своите съвременници като „Велизарий от епохата на Палеолозите“, Алексий Филантропин е оставен от Андроник III за управител на Лесбос, където живее до смъртта си, настъпила вероятно през 40-те години на XIV век.

## Цитирана литература
- Angelov, Dimiter (2007). Imperial Ideology and Political Thought in Byzantium (1204-1330). Cambridge, United Kingdom: Cambridge University Press, ISBN 978-0-521-85703-1, https://books.google.com/books?id=Vce6EJAcHA4C
- Bartusis, Mark C. (1997). The Late Byzantine Army: Arms and Society 1204–1453. Philadelphia, Pennsylvania: University of Pennsylvania Press, ISBN 0-8122-1620-2, https://books.google.com/books?id=rUs-hHd89xAC
- ((en)) Kazhdan, Alexander (ed) (1991). The Oxford Dictionary of Byzantium. Oxford and New York: Oxford University Press, ISBN 0-19-504652-8, COBISS.BG-ID: 1107246820, https://archive.org/details/odb_20210521/mode/2up
- Nicol, Donald M. (1993). The Last Centuries of Byzantium, 1261 – 1453. Cambridge: Cambridge University Press, ISBN 0-246-10559-3
- Radivoj, Radic (2003). Alexios Philanthropenos. Athens, Greece: Foundation of the Hellenic World (published 16.9.2003), http://www.ehw.gr/l.aspx?id=7176
- ((de)) Trapp, Erich; Beyer, Hans-Veit; Walther, Rainer et al. (2001) [1976–1996]. Prosopographisches Lexikon der Palaiologenzeit, CD-ROM. Wien: Verlag der Österreichischen Akademie der Wissenschaften, ISBN 3-7001-3003-1, https://archive.org/details/ErichTrappProsopographischesLexikonDerPALAIOLOGENZEIT/mode/2up

|  | Тази страница частично или изцяло представлява превод на страницата Alexios Philanthropenos в Уикипедия на английски. Оригиналният текст, както и този превод, са защитени от Лиценза „Криейтив Комънс – Признание – Споделяне на споделеното“, а за съдържание, създадено преди юни 2009 година – от Лиценза за свободна документация на ГНУ. Прегледайте историята на редакциите на оригиналната страница, както и на преводната страница, за да видите списъка на съавторите. ВАЖНО: Този шаблон се отнася единствено до авторските права върху съдържанието на статията. Добавянето му не отменя изискването да се посочват конкретни източници на твърденията, които да бъдат благонадеждни. |